# Рух незалежних насеристів
Рух незалежних насеристів (араб. حركة الناصريين المستقلين-المرابطون, трансліт. Harakat al-Nasiriyin al-Mustaqillin; фр. Mouvement des Nasséristes Indépendants (MNI)) – ліванська політична партія. Виникла наприкінці 1950-х, проголосивши девіз «Свобода, соціалізм і єдність». У 1958 рю створені рухом ополчення «Мурабітун» (المرابطون) билися з військами президента Шамуна. У 1971 р. організацію була офіційно оформлена. Вона підтримувала палестинську присутність в Лівані, брала участь в блоці «Національно-патріотичних сил», а її ополчення зіграли активну роль в громадянській війні, б'ючись з фалангістами, а потім з ізраїльськими військами. Проте в 1985 загони «Мурабітун» були повністю розгромлені силами ПСП і «Амаль», і рух фактично перестав існувати. В наш час[коли?] діє Насеристськая народна організація. Її лідер Мустафа Саад з Сайди був депутатом ліванського парламенту з 2000 по 2005 роки.